# Fernanda Hernández
Fernanda Hernández (Pereira, Colombia) es una médica cirujana colombiana. Es editora y presentadora de la sección de salud de Noticias Caracol.

## Trayectoria
Estudió para médica cirujana en la Universidad Militar Nueva Granada. Cursó la especialidad en Epidemiología y la maestría en Administración en Salud de la Universidad del Rosario. Cursó la maestría en Medicina Antienvejecimiento y Longevidad de la Universidad de Barcelona.
En el año 2005 se unió como parte del equipo médico del programa de televisión Desafío de Caracol TV. Al terminar, se unió a la producción del programa Nómadas y posteriormente se convirtió en editora y presentadora de la sección de salud de Noticias Caracol. También formó parte de la mesa de trabajo del programa de radio Mañanas Blu.
En 2017, formó parte del jurado calificador de la quinta edición del Premio Roche de Periodismo en Salud.

## Publicaciones
En 2014 publicó su primer libro Doctora: ¿qué hago?, donde desmiente mitos sobre salud.
En 2024 publicó el libro Los médicos de la guerra, en el cual recopiló la historia de 15 profesionales de la salud que asistieron en el conflicto armado colombiano y otros eventos internacionales. Hernández cuenta que la idea de escribir este libro comenzó a surgir en su época de estudiante, al observar a sus maestros en el Hospital Militar responder a la llegada de soldados heridos en combate. En 2018, al sostener una conversación con un compañero vinculado al Ejército y a la Fuerza Aérea, éste le contó que en una toma guerrillera debió atrincherarse en una estación de policía, lo cual hizo que Hernández se decidiera a contar esas historias en un libro.

## Premios y reconocimientos
Recibió el Premio CPB en televisión 2018 y la beca Rosalynn Carter de Periodismo en salud mental.
Recibió el premio de periodismo SUMA 2023 en la categoría audiovisual por dar a conocer el programa Comunidades Rurales Saludables en el departamento de La Guajira en Colombia.